# Рясковые
Ря́сковые (лат. Lemnoideae) — подсемейство водных однодольных растений из семейства Ароидные (Araceae). К этому подсемейству относятся самые маленькие цветковые растения, величина их редко превышает 1 см. Встречаются на всех континентах, кроме Антарктиды, наиболее широко представлены в тропиках и окультуренных местообитаниях.
Ранее эту группу растений выделяли в отдельное семейство Рясковые (Lemnaceae) порядка Початкоцветные (Spathiflorae).

## Ботаническое описание

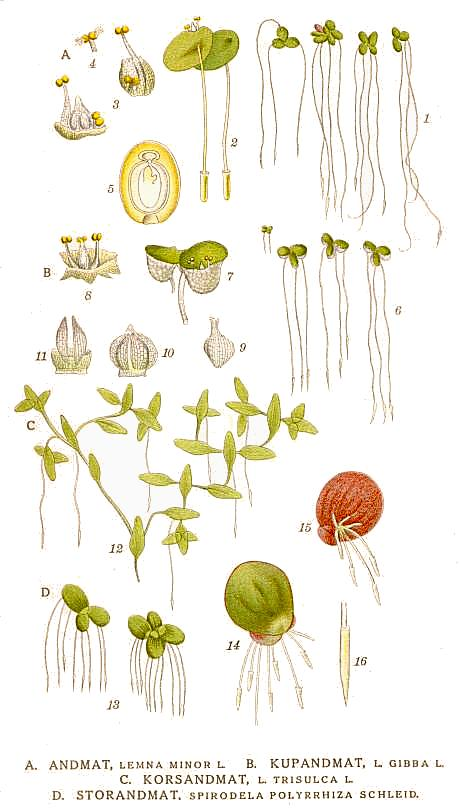
Различные виды ряски и многокоренник (внизу).

Рясковые представляют собой один из крайних вариантов приспособления растений к водной среде обитания. Они утратили или сильно упростили большинство органов, характерных для «нормальных» цветковых растений. Рясковые — многолетние травянистые растения, плавающие в воде (на поверхности или в толще воды, как ряска трёхдольная), хотя и способны существовать некоторое время наземно — на дне пересохших водоёмов.
Рясковые — очень мелкие растения, побеги которых нерезко расчленены на стебель и листья и представлены в виде небольших удлинённых или округлых пластинок, часто соединённых между собою в большие группы. Соединение происходит благодаря тому, что по бокам пластинки развиваются в особых углублениях («кармашках») новые боковые побеги, которые, разрастаясь, не сразу обособляются от старых. Такие колонии побегов или свободно плавают на поверхности воды, или целиком погружены в неё.
У некоторых рясковых совершенно нет корней (у вольфии (Wolffia)), у других с нижней поверхности пластинки развивается или один корень (у ряски (Lemna), или целый пучок их (у многокоренника (Spirodela)).
Пластинка состоит из паренхиматической ткани, иногда только с зачаточными, иногда с развитыми сосудисто-волокнистыми пучками; в корне у ряски сосудисто волокнистого пучка нет, у многокоренника они развиты.
Цветут ряски крайне редко (раз в несколько лет), размножаются, иногда очень обильно и быстро, исключительно боковыми побегами. Цветки у рясок мелкие, невзрачные, однополые, весьма простого строения; мужской цветок состоит только из тычинки, а женский — только из пестика; пестик бутыльчатой формы, завязь у него одногнёздная, с 1—6 семяпочками; столбик короткий, рыльце слегка ворончатое. Цветки, 1 или 2 мужских и 1 женский, собраны в небольшое соцветие — початок, помещающийся в особом кармашке на побеге и прикрытый иногда листовым зачатком — крылом. Цветки не имеют околоцветника. Перед цветением, которое происходит во второй половине лета, образуются специальные плодущие листецы, отличающиеся меньшими размерами и тёмной окраской. Опыление производят, по-видимому, мелкие насекомые (в начале цветения) и ветер (в конце цветения).
Плод — округлый мешочек, снабжённый на нижней стороне крыловидным выростом — килем, который облегчает плавание; о 1—6 семенах. Семя с толстою, мясистою снаружи и более нежною внутри кожурою. Верхушка семени при прорастании отваливается в виде крышечки. Зародыш, представляющий нерасчленённое тельце, окружён небольшим белком. Через некоторое время плоды разрушаются, а семена либо прорастают, либо погружаются на дно водоёмов до весны. Так же перезимовывают и листецы, которые перед наступлением холодной погоды накапливают большие количества утяжеляющего их крахмала.
Распространяются рясковые преимущественно листецами, которые переносятся на лапках водоплавающих и болотных птиц.

## Значение и применение
Рясковые служат кормом для диких и домашних уток, гусей, кур, свиней, рыб и водяных птиц. В высушенном виде содержит до 91 % сухого вещества, заключающего в себе до 24 % протеина. Скармливать рекомендуется в варёном виде, немного посыпав мукою и отрубями.
Общеизвестна неприхотливость рясковых и их высокая биологическая продуктивность.
Во многих тропических регионах рясковые (особенно различные виды вольфии) употребляются в пищу.
В последнее время рясковые стали широко применять в физиологических, биохимических, генетических исследованиях как модельный объект.
Многие тропические рясковые считаются опасными сорняками рисовых полей.
Ряска очень чувствительна к содержанию в воде хлора и при его малейших появлениях в воде замедляет рост и покрывается мелкими коричневыми точками, а при значительном превышении хлора в воде гибнет. 

## Роды
Полный список родов:
- Lemna L. typus[4] — Ряска
  - [syn.  Staurogeton (Rchb.) Schur]
- Spirodela Schleid. — Многокоренник
  - [syn.  Landoltia Les & D.J.Crawford]
- Wolffia Horkel ex Schleid. — Вольфия
- Wolffiella (Hegelm.) Hegelm. — Вольфиелла
  - [syn.  Pseudowolffia Hartog & Plas]
  - [syn.  Wolffiopsis Hartog & Plas]

Во флоре России подсемейство представлено видами родов Ряска и Многокоренник, в тропических флорах преобладает род Вольфия.